# Armando Filiput
Armando Filiput (Italia, 19 de diciembre de 1923-30 de marzo de 1982) fue un atleta italiano especializado en la prueba de 400 m vallas, en la que consiguió ser campeón europeo en 1950.

## Carrera deportiva
En el Campeonato Europeo de Atletismo de 1950 ganó la medalla de oro en los 400 m vallas, llegando a meta en un tiempo de 51.9 segundos que fue récord de los campeonatos, por delante del soviético Yuriy Lituyev (plata con 52.4 s) y del británico Harry Whittle (bronce con 52.7 s).